# George Saling
George J. Saling, född 24 juli 1909 i Memphis i Missouri, död 15 april 1933 i Saint Charles i Missouri, var en amerikansk friidrottare.
Saling blev olympisk mästare på 110 meter häck vid olympiska sommarspelen 1932 i Los Angeles.